# Église Notre-Dame d'Harscamp
L’église Notre-Dame d’Harscamp, anciennement Saints-Pierre-et-Paul, sise rue Saint-Nicolas, au cœur du vieux Namur, est une église de style Renaissance, construite en 1750. Classée au patrimoine majeur de Wallonie en 1936, elle fut désacralisée en 2004. L'église est aujourd’hui utilisée pour ses activités culturelles sous le nom de 'Espace culturel d'Harscamp'. Depuis janvier 2022, une concession d'exploitation a été accordée à un collectif. L'espace a été rebaptisé La Nef . 

## Origine et histoire
Une ancienne collégiale du haut Moyen Âge est remplacée par l’église que construisent les Frères mineurs récollets vers 1224. Sur le même emplacement est érigée la nouvelle église Notre-Dame. Les plans sont dessinés par l'architecte Jean Maljean et le chantier s'ouvre en 1750. L'église est consacrée par l’évêque de Namur, Paul-Godefroi de Berlo de Franc-Douaire, le 13 janvier 1753.
Lorsque l'église fut désacralisée en 2004, les deux paroisses (Notre-Dame et Saint-Nicolas) furent jumelées, avec pour lieu de culte à l'église Saint-Nicolas, qui se trouve dans la même rue. 

## Architecture
La façade de l’église est œuvre du même architecte namurois, Jean Maljean. De style renaissance classique, elle portait les écussons des frères mineurs récollets et de Charles de Lorraine : ils sont endommagés lors de la Révolution française.

## Patrimoine
Une grande partie du mobilier provient de l’ancienne église des religieux franciscains. Le mobilier du XVIIIe siècle est pour sa grande partie l’œuvre de Denis-Georges Bayar, un artiste namurois de la paroisse même de Notre-Dame.
- Le maître-autel provient de l’église précédente. La base de marbre est surmontée d’une œuvre en bois peint ; elle est due à Denis-Georges Bayar. De lui sont également le banc de communion, fermant le chœur, en marbre noir de Saint-Remy et les deux statues qui s’y trouvent, 'Foi' et 'Espérance'.
- Les stalles du chœur sont de bois de chêne finement travaillé, même si elles ont gardé leur aspect sobre et rude.
- Les tableaux ornant les parois du chœur sont œuvres de Joseph van Severdonck. Elles illustrent des scènes de la vie de la Vierge-Marie
- Parmi les pierres tombales d’importantes familles de Namur, on remarque surtout celles des marquis de Namur, Guillaume I (1324-1391), de sa femme Catherine de Savoie (+1388) et de son fils Guillaume II (1345-1418).
- Le jubé est de grande taille. Datant de la seconde moitié du XVIIIe siècle, il porte d’excellentes orgues.